# Bazarnes
Bazarnes är en kommun i departementet Yonne i regionen Bourgogne-Franche-Comté i norra Frankrike. Kommunen ligger i kantonen Vermenton som tillhör arrondissementet Auxerre. År 2022 hade Bazarnes 414 invånare.

## Befolkningsutveckling
Antalet invånare i kommunen Bazarnes
| Referens: INSEE |